# Піскерешть
Піскерешть (рум. Piscărești) — село у Резинському районі Молдови. Входить до складу комуни, адміністративним центром якої є село Сиркова.

## Населення
За даними перепису населення 2004 року у селі проживали 500 осіб.
Національний склад населення села:
| Національність   | Кількість осіб | Відсоток   |
| ---------------- | -------------- | ---------- |
| молдавани румуни | 492 1          | 98,4% 0,2% |
| росіяни          | 4              | 0,8%       |
| українці         | 3              | 0,6%       |
| Всього           | 500            | 100%       |